# Petre Ungureanu
Petre Ungureanu (n. 16 aprilie 1952, Racovița, România) este un politician român, fost membru al Parlamentului României în legislatura 2004-2008. Petre Ungureanu a fost ales pe listele PNL dar a devenit deputat independent în perioada decembrie 2006 - februarie 2008, când a devenit membru PDL. În cadrul activității sale parlamentare, Petre Ungureanu a fost membru în grupurile parlamentare de prietenie cu Republica Finlanda și Republica Cuba.